# 관절융기관
관절융기관(condylar canal, condyloid canal), 또는 과관은 뒤통수뼈관절융기 뒤쪽의 뒤통수뼈 가쪽부분에 위치한 관절융기오목에 있는 관 형태의 구조이다. 큰뒤머리곧은근과 작은뒤머리곧은근을 절제하면 뒤통수뼈관절융기의 뒤가쪽에 위치한 관절융기관으로 이어지는 뼈 오목부가 드러난다. 이 부분은 큰구멍으로 들어가기 위해 첫째 목뼈 위에서 루프를 만드는 경막 바깥의 척추동맥 바로 위에 있다. 관절융기관의 앞안쪽 벽은 두꺼워져 큰구멍의 가장자리, 뒤통수뼈관절융기와 연결된다.
뒤통수이끌정맥은 관절융기관을 통해 뒤통수밑정맥얼기, 뒤통수정맥굴, 구불정맥굴을 포함하는 정맥계통에 연결된다.
존재하지 않을 수 있으며, 관이 한 개만 존재하거나 여러 개의 작은 관이 존재하는 변이가 있을 수 있다.

## 추가 이미지

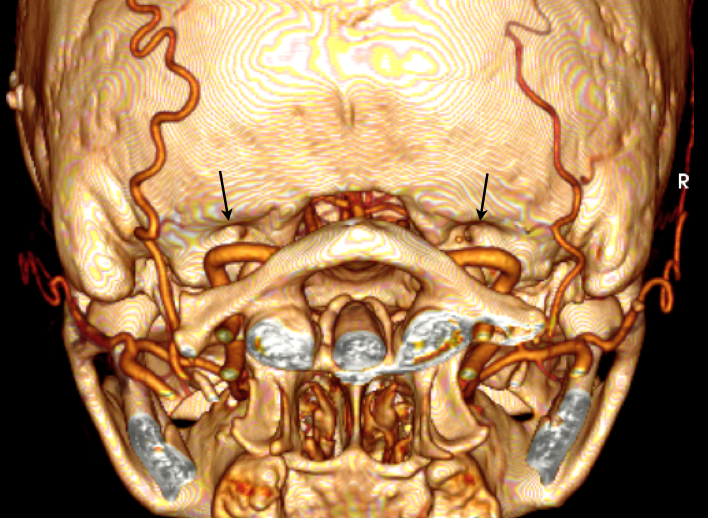
척추동맥 위의 양쪽 관절융기관. 화살표로 표시됨.
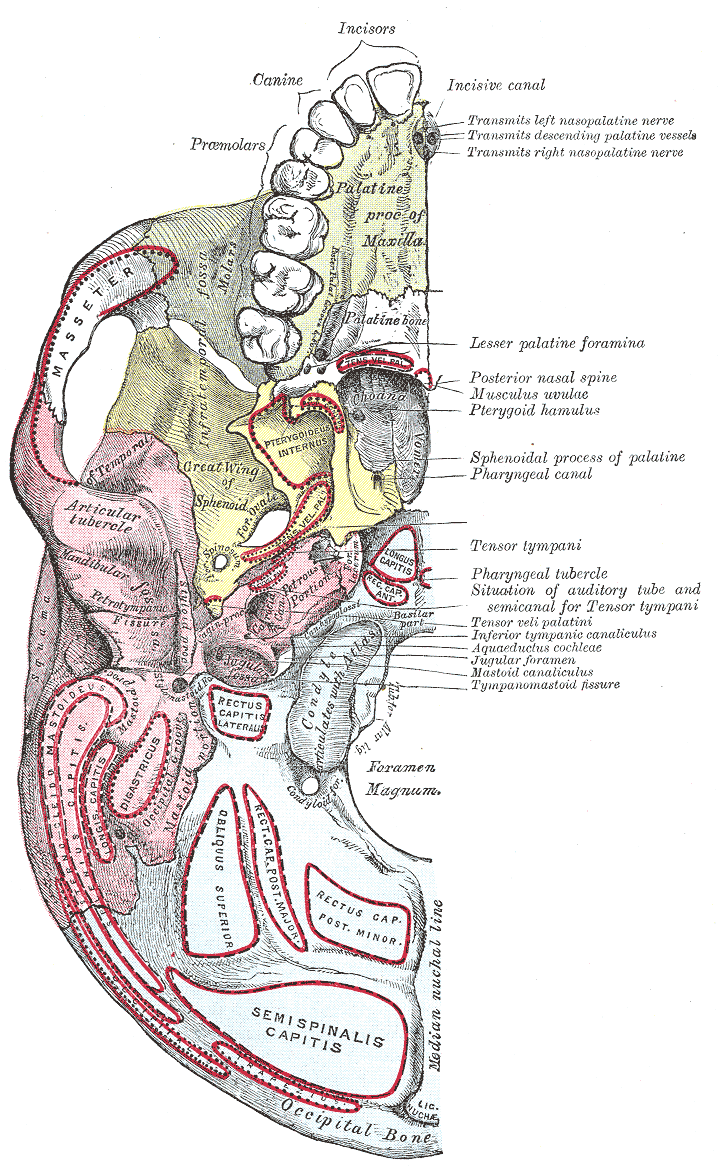
머리뼈바닥 아랫면.

## 참고 문헌
이 문서는 현재 퍼블릭 도메인에 속하는 그레이 해부학 제20판(1918) page 131의 내용을 기초로 작성된 글이 포함되어 있습니다.